# Strandängslöpare
Strandängslöpare (Anisodactylus binotatus) är en skalbaggsart som beskrevs av Fabricius. Strandängslöpare ingår i släktet Anisodactylus och familjen jordlöpare. Arten är reproducerande i Sverige. Inga underarter finns listade i Catalogue of Life.

## Bildgalleri

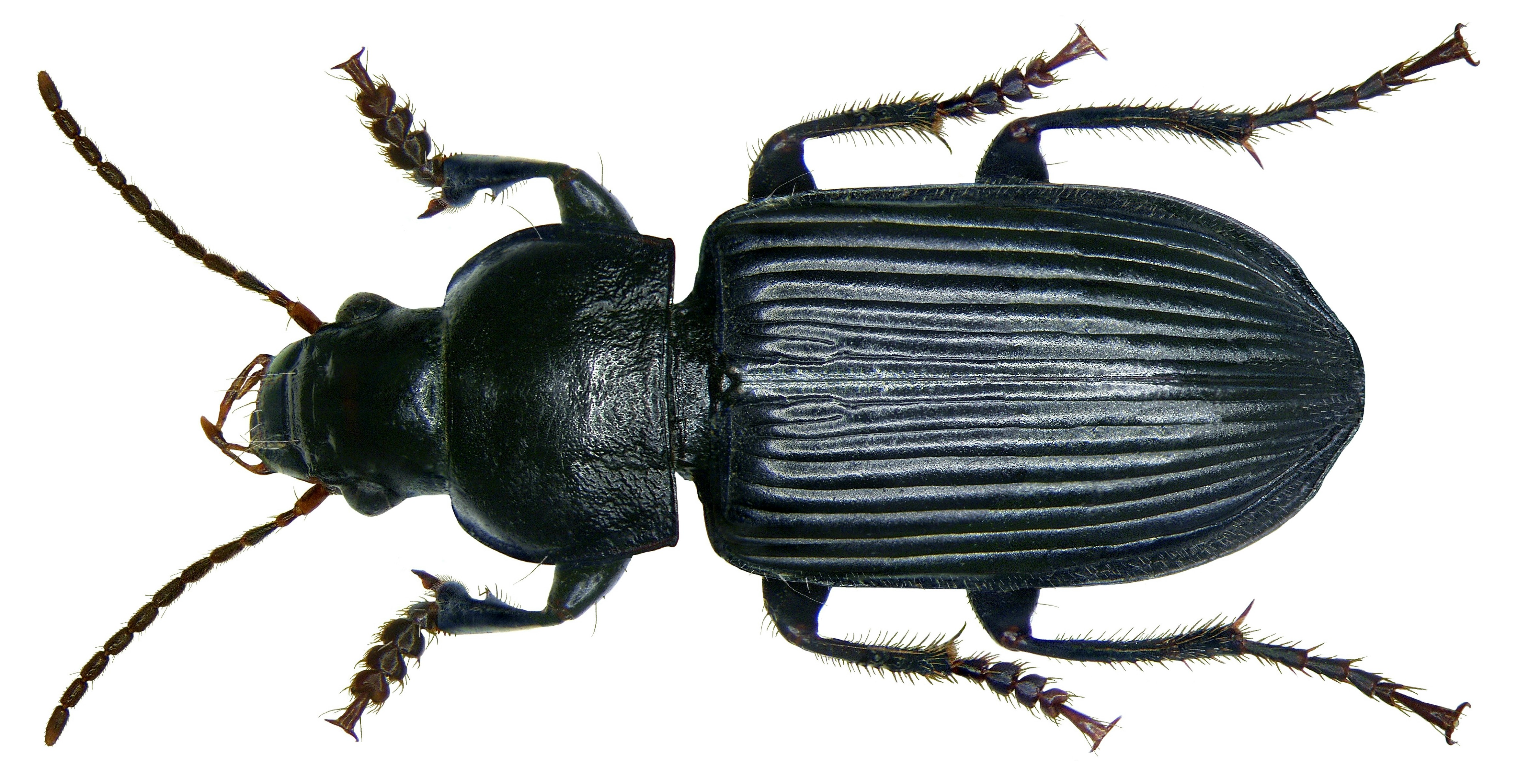
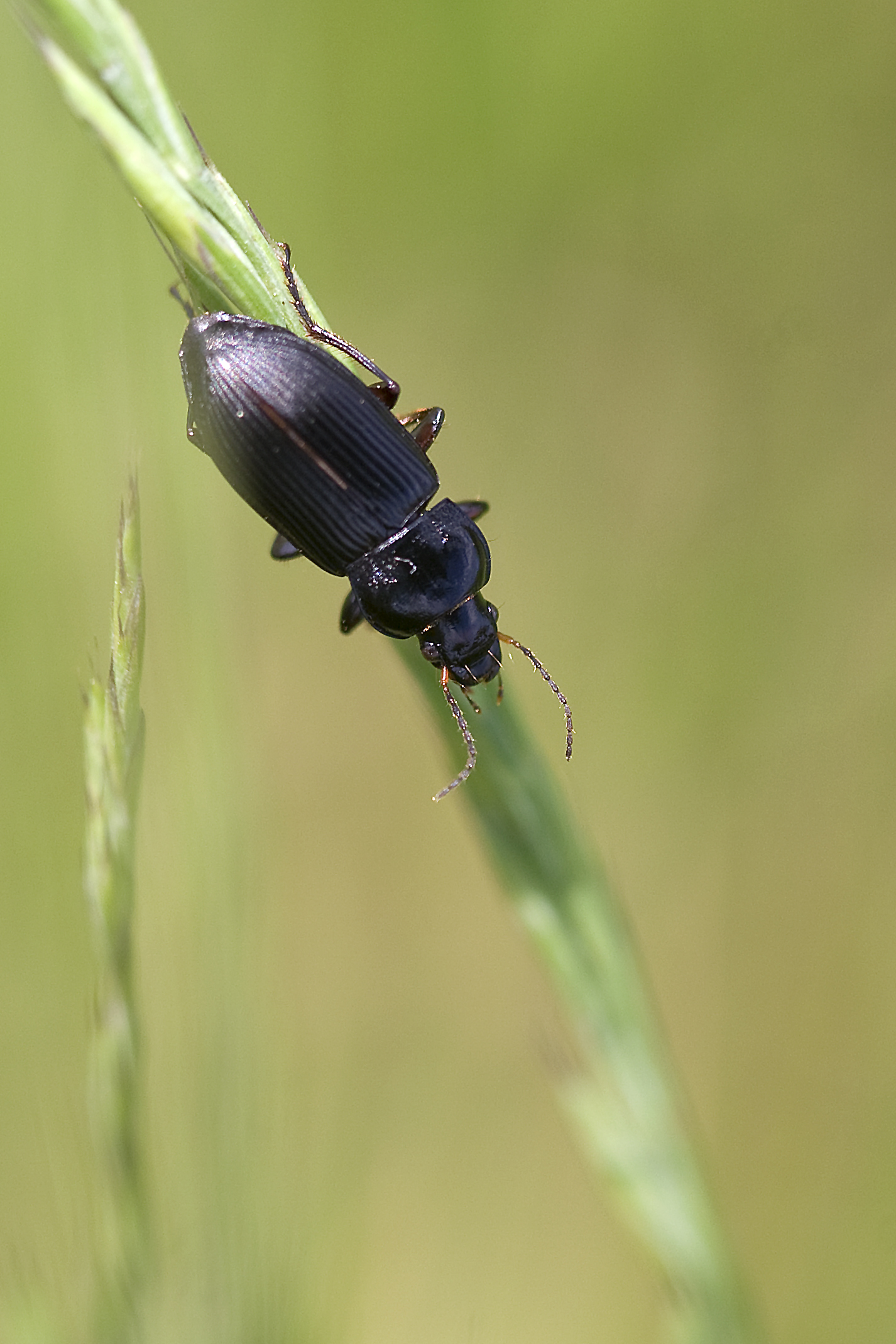
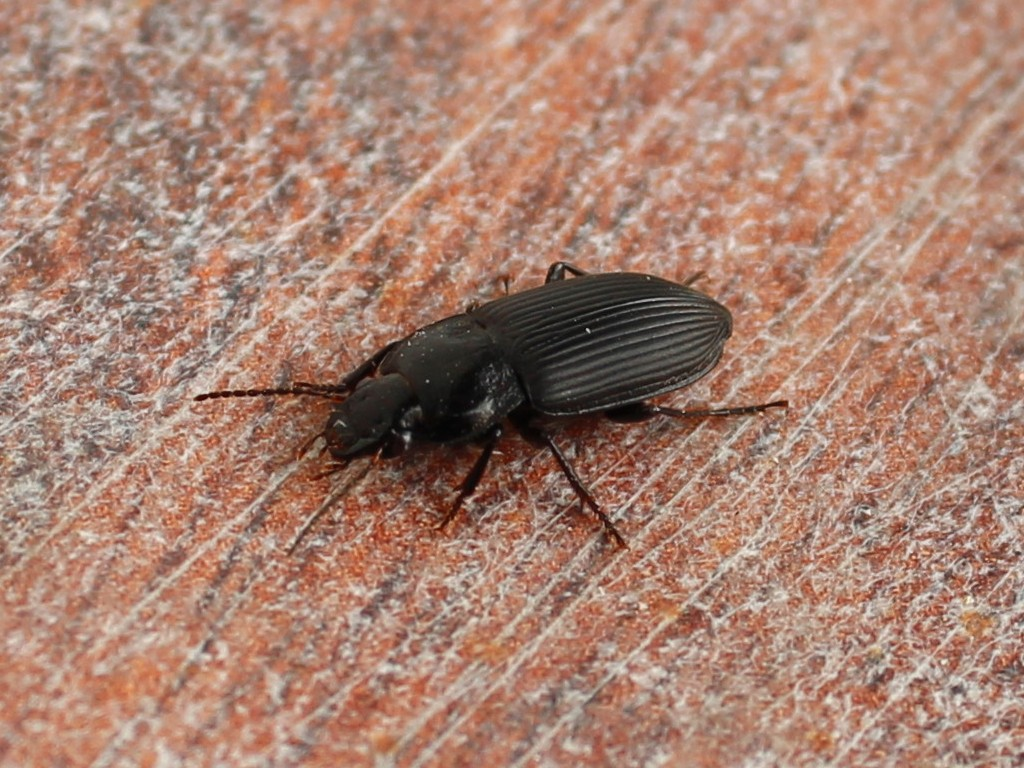